# Jameszoo
Mitchel van Dinther  (né à Bois-le-Duc), mieux connu sous le nom de scène Jameszoo, est un producteur et DJ néerlandais.

## Biographie
Avant sa carrière de producteur musical, Mitchel van Dinther est un sportif passionné. Il devient champion des Pays-Bas et champion des douze pays à deux reprises en taekwondo. Pour ce sport, il participe également à de nombreux combats à l'international. Après s'être blessé, il abandonne le taekwondo et se tourne lentement vers une carrière musicale. Dès lors, il commence sa carrière de DJ dans sa ville natale.
En 2013, il participe à la Red Bull Music Academy à New York, aux États-Unis, où il a l'occasion de travailler avec des personnes qu'il n'aurait jamais rencontrées aux Pays-Bas. Pendant son séjour à New York, il rencontre Flying Lotus, producteur américain de rythmes et propriétaire du label Brainfeeder. Au cours de cette année, il travaille également avec Thundercat, bassiste de Flying Lotus, Hannibal et joue plusieurs fois avec The Gaslamp Killer. Après avoir établi une première connexion avec le label Brainfeeder en 2014, un silence radio suit. Pendant cette période, Jameszoo travaille sur un projet qui devient finalement son premier album.
Après avoir sorti un single et trois EP avec différents labels, il signe un contrat avec Brainfeeder Records. C'est là qu'il sort son premier album en mai 2016, Fool. Début 2017, il reçoit le prix John Peel Play More Jazz lors de la cérémonie de remise des WorldWide Awards de Gilles Peterson. 

## Discographie

### Albums studio
- 2016 : Fool (Brainfeeder)
- 2019 : Melkweg (Brainfeeder) (avec Metropole Orchestra)
- 2022 : Blind (Brainfeeder)[5]

### EP
- 2011 : Leaf People / Krishnan Feathers (Kindred Spirits)
- 2012 : Guanyin Psittacines (Kindred Spirit)
- 2012 : Faaveelaa (Rwina)
- 2013 : Jheronimus (Rwina)
- 2013 : Flake EP (Brainfeeder)[6]

### Singles
- 2011 : Leaf People / Krishnan Feathers
- 2019 : (rolrolrol)